# Шепсескаф
Шепсескаф је био последњи египатска фараон Четврте династија Старог краљевства, која је владала од 2503.-2498. п. н. е. (2471-2465. п. н. е.).
Шепсескаф је, могуће, био син Микерена и конкубине, или неке мање угледне жене. Био је ожењен својом полусестром - кћерком Менкауре од главне краљице Хенккау, која је допринела његовом доласку на престо. Шепсескаф га је наследио након неке неугодности, могуће, због преране смрти фараона. Доказ за то био је хитан рад на завршетку меморијалног комплекса његовог оца и непотпуно стање неких краљевских статуа, као и фрагменти стеле пронађени у светилишту Менкауре. Подигнута у Шепсескафовој другој години власти у присуству самог краља, ова стела помиње ритуалне церемоније које се изводе у погребном комплексу његовог оца.
Упркос чињеници да су сви претходни чланови његове династије сахрањени у пирамидама, Шепсескаф је прекинуо традицију и за себе изградио огромно насеље у Сахари (о чему чак и Херодот извештава). Арапско име спомен-обиљежја у Јужној Сахари познато је под називом “Мастабат ал-Фараон” (“фараоново масеље”), али египатско име које је звучало као Кебеху Шепсескаф (“Шепсескаф је чист”).
Споменик Шепсескафу у свом коначном стању имао је изглед великог саркофага дугог 100 метара, 75 метара широк, 18 метара висок. У њему су људи обично видели намерно одрицање од традиционалне форме пирамиде и, стога, прекид са соларном теологијом, која је, чини се, потврдила одсуство елемента “Ра" у картографу Шепсескаф. Неки истраживачи верују да је ово повлачење од бога Ра било резултат борбе са свештеницима који су подигли Хелиополис.
Слично објашњење сугерише да је од самог почетка изградње краљевске гробнице фараон намеравао промијенити њен облик. Ипак, палеографска студија неких докумената сугерише да је на почетку владавине оригиналног пројекта архитекте Шепсескафа гробница била управо пирамида. Средином Пете династије на полеђини палермо камена, урезани су записи о Шепсескафу. Иако је сачуван само део прве године владавине, он се може прочитати тамо: "изаберите место пирамиде Кебеху-Шепсескаф". Име краљевске гробнице врло јасно одређује пирамидални хијероглиф. У истом смислу, наслов Кебеху-Шепсескаф, који означава пирамиду, дефинисан је као пирамидни хијероглиф. Можда се овај наслов односи на службенике одговорне за рад на краљевском градилишту у Јужној Саџари.
Под овим условима, све наводи на помисао да су у првим годинама владавине Шепсескафа његови градитељи подигли пирамиду. Његова инфраструктура је замишљена и имплементирана као инфраструктура пирамиде: коси ходник, предворје, хоризонтални ходник са оградама, фронт, гробна комора и сердаф са шест ниша. Овај унутрашњи склоп, врло је сличан ономе код Менкаура, ипак, имао је значајну разлику: код Шепсескафа, све - од ходника до гробне коморе, укључујући "сердаф" - било је од гранита.
Што се тиче одсуства имена Ра у картуши Шепсескафа, то још увек не доказује одређени прекид са соларном теологијом, о чему сведочи име његовог наследника Усеркафа, који је саградио пирамиду и соларни храм. Мора се признати да постоји врло мало информација о владавини Шепсескафа - наводно врло кратком. Очигледно, необичан облик краљевске гробнице није објашњен теоријом конфронтације са свештеницима бога Ра, па чак и не недостатком средстава за изградњу пирамиде, већ из разлога преране смрти фараона.